# Lukács (Horvátország)
Lukács, vagy Szentlukács, (horvátul: Lukač) falu és község Horvátországban Verőce-Drávamente megyében.

## Fekvése
Verőce központjától légvonalban 5 km-re északra, Nyugat-Szlavóniában, a Drávamenti-síkságon, a Barcsot Daruvárral és Pakráccal összekötő 5-ös számú főútvonal mentén fekszik.

## A község települései
A községhez Brezik, Budrovac Lukački, Dugo Selo Lukačko, Gornje Bazje, Kapela Dvor, Katinka, Lukács, Rit, Trézenföld, Turanovac, Veliko Polje és Zrinj Lukački települések tartoznak.

## Története
Miután 1684-ben Verőcét felszabadították a török uralom alól területe majdnem teljesen lakatlan volt és rengeteg szántóföld maradt műveletlenül. Ezért a bécsi udvar elhatározta, hogy a földeket a betelepítendő családok között osztja fel. Lukács és a szomszédos Dugo Selo Lukačko területére a németországi Wittenberg környékéről hoztak német telepeseket. A lukácsi plébániát a falu kegyura gróf Karlo Otton de Carafa alapította 1761-ben és ugyanebben az évben felépíttette a Szent Lukács evangélista tiszteletére szentelt templomukat is, melyről a település a nevét kapta. A plébánia szolgálatát az első három évben a verőcei ferences atyák látták el. A falu első plébánosa Marko Krajachich 1764-ben érkezett és 1776-ig szolgált itt. A miséket német és horvát nyelven mondták. A falu első házai a templomtól nyugatra épültek fel. Az egyházi vizitáció szerint akkoriban 74 lélekkel Lukács volt a plébánia legkisebb települése.
Az első katonai felmérés térképén „Dorf Lukach” néven találjuk. Lipszky János 1808-ban Budán kiadott repertóriumában „Lukács (Szent-Lukács)” néven szerepel. Nagy Lajos 1829-ben kiadott művében „Lukáts (Sz. Lukach)” néven 37 házzal, 207 katolikus vallású lakossal találjuk. Verőce vármegye Verőcei járásának része volt.
A településnek 1857-ben 336, 1910-ben 451 lakosa volt. 1910-ben a népszámlálás adatai szerint lakosságának 53%-a német, 33%-a horvát, 14%-a magyar anyanyelvű volt. Az I. világháború után 1918-ban az új szerb-horvát-szlovén állam, majd később (1929-ben) Jugoszlávia része lett. 1991-ben 532 főnyi lakosságának 93%-a horvát nemzetiségű volt. 2011-ben falunak 443, a községnek összesen 3.634 lakosa volt.

## Lakossága
| Lakosság változása | Lakosság változása | Lakosság változása | Lakosság változása | Lakosság változása | Lakosság változása | Lakosság változása | Lakosság változása | Lakosság változása | Lakosság változása | Lakosság változása | Lakosság változása | Lakosság változása | Lakosság változása | Lakosság változása | Lakosság változása |
| ------------------ | ------------------ | ------------------ | ------------------ | ------------------ | ------------------ | ------------------ | ------------------ | ------------------ | ------------------ | ------------------ | ------------------ | ------------------ | ------------------ | ------------------ | ------------------ |
| 1857               | 1869               | 1880               | 1890               | 1900               | 1910               | 1921               | 1931               | 1948               | 1953               | 1961               | 1971               | 1981               | 1991               | 2001               | 2011               |
| 336                | 364                | 355                | 425                | 467                | 451                | 394                | 421                | 720                | 624                | 688                | 639                | 539                | 532                | 531                | 443                |

## Nevezetességei
Szent Lukács evangélista tiszteletére szentelt római katolikus plébániatemploma 1771-ben épült a település keleti szélén. Egyhajós, későbarokk épület, a hajónál valamivel szűkebb, keletelt, sokszög záródású szentéllyel. Hosszúsága 20 méter, szélessége 8 méter. 22 és fél méter magas, piramis alakú toronysisakkal fedett harangtornya a nyugati főhomlokzat felett áll. Négy harang található benne. A főhomlokzatot négy pilaszter tagolja három részre. A templomot 1901-ben a szentély északi oldalához épített kápolnával bővítették, ekkor jelentek meg a templom klasszicista építészeti jegyei. Értékes az 1762-ben készített, Szent Lukács szobrával díszített barokk szószék, mely a kegyúr, gróf Karlo Otton de Carafa adománya. Az épületet utoljára 1998-ban újították fel.

## Kultúra
A község közösségi háza Gornje Bazjén található.

## Oktatás
A településen a gornje bazjei Ivan Goran Kovačić elemi iskola területi iskolája működik.

## Sport
Az NK Lukač 05 labdarúgóklubot 1949-ben alapították. A megyei 1. ligában szerepel.